# Tudor Cristescu Orezeanu
Tudor (Teodor) Cristescu (Constantin) Orezeanu  (n. 1889) a fost un general român care a luptat în cel de-al Doilea Război Mondial.

## Cariera militară
S-a născut în anul 1889. A absolvit Școala de Ofițeri în 1912, fiind avansat la gradul de sublocotenent (1912). A urmat apoi studii la Școala militară imperială Anklam și la Militärtechnisches Akademie Berlin (1912-1913). A participat la Primul Război Mondial.
A fost înaintat în 1 aprilie 1936 la gradul de colonel și a îndeplinit pe rând funcțiile de comandant al Regimentului Pionieri Gardă (1 aprilie 1936 - 1 octombrie 1939) și șef al Secției VI-Transporturi din Marele Stat Major (1 octombrie 1939 - 26 septembrie 1940). Colonelul Orezeanu a fost numit la 26 septembrie 1940 în funcția de director general al Regiei Autonome a Căilor Ferate Române, pe care a deținut-o pe parcursul războiului. A fost înaintat în 24 ianuarie 1942 la gradul de general de brigadă.

## Decorații
- Ordinul „Coroana României” în gradul de Comandor (8 iunie 1940)[5]
- Ordinul „Coroana României” în gradul de Mare Ofițer cu însemne militare de pace (10 ianuarie 1942)[6]